# Liu He Ba Fa
Liu He Ba Fa (chinesisch 六合八法拳, Pinyin liù hé bā fǎ quán – „sechs Harmonien – acht Methoden“) ist die Bezeichnung für eine innere Kampfkunst. Der Überlieferung nach wurde diese dem Taijiquan ähnliche Methode in China während der Song-Dynastie (960–1279 n.Ch.) von dem daoistischen Mönch Chen Tuan (Chen Xi Yi) entwickelt. Historisch gesichert ist nur, dass der Kampfkunstmeister Wu Yihui (1887–1961) Liu He Ba Fa erstmals Ende der 1930er Jahre in Shanghai öffentlich unterrichtete. Da Wu Yihui nach eigenen Angaben von drei Lehrern (Yan Guoxing und Chen Guangdi aus der Provinz Henan, sowie Chen Helü aus Beijing) drei verschiedene Varianten der Form lernte, wurde er zum „Flaschenhals“ für dieses System: So dürften sich alle heutzutage unterrichteten Stile auf ihn und seine Schüler zurückführen lassen. Das würde auch die moderneren Einflüsse erklären, da in den Formen Elemente von Kampfkünsten enthalten sind (z. B. dem Baguazhang), welche erst lange nach der Song-Dynastie entwickelt wurden.
Da viele Schüler von Wu Yihui (die aus den verschiedensten Kampfkünsten kamen) die Form nach ihren eigenen Vorlieben anpassten, existieren diverse Variationen, die aber alle folgende Eigenschaften gemeinsam haben:
1. Es handelt sich um eine innere Kampfkunst.
2. Es sind Elemente aus dem Taijiquan, Xingyiquan und Baguazhang enthalten, sowie Bewegungen, die in keiner dieser Künste vorkommen.
3. Die Form gliedert sich in zwei Teile und besteht aus 66 Bewegungsfolgen, welche jeweils aus mehreren Figuren bestehen.
4. Die Bewegungsfolgen der Form haben die gleiche Bezeichnung.